# Noah Ngeny
Noah Ngeny (ur. 2 listopada 1978 w Kabenas) – kenijski lekkoatleta, średniodystansowiec, mistrz olimpijski w biegu na 1500 metrów, aktualny rekordzista świata na 1000 metrów.
Ngeny rozpoczął lekkoatletyczną karierę mając 18 lat, wcześniej uprawiał m.in. siatkówkę. Dystansem na jakim odnosił największe sukcesy było 1500 metrów:
- srebrny medal Mistrzostw Świata w Lekkoatletyce (Sewilla 1999)
- złoto Igrzysk Olimpijskich (Sydney 2000)
- dwukrotne zwycięstwo w Finale Grand Prix IAAF (Monachium 1999 i Doha 2000)
- brązowy medal podczas Halowych Mistrzostw Świata (Lizbona 2001)

Osiągnięcia Ngenego mogłyby być jeszcze większe gdyby nie uciążliwe kontuzje oraz konflikt z kenijską federacją, który zaowocował niewysłaniem go na kilka ważnych imprez międzynarodowych.
Jego starszy brat Philip Kibitok także uprawiał biegi na średnich dystansach.

## Rekordy życiowe
- bieg na 800 m – 1:44,49  (2000)
- bieg na 1000 m – 2:11,96 (5 września 1999 Rieti) aktualny  Rekord Świata
- bieg na 1500 m – 3:28,12 (2000)
- bieg na milę – 3:43,40 (1999) Rekord Kenii, 2. wynik w historii światowej lekkoatletyki (rekord świata należy do Hichama El Guerrouja i został ustanowiony we wspólnym biegu z Ngenym, El Guerrouj wygrał o 0,17 s, następny wynik na liście wszech czasów jest blisko sekundę słabszy)
- bieg na 2000 m – 4:50,08 (1999) 6. wynik w historii światowej lekkoatletyki
- bieg na 3000 m – 7:35,46 (1999)
- bieg na 1000 m (hala) – 2:17,26 (2001)
- bieg na 1500 m (hala) – 3:36,17 (2001)
- bieg na 2000 m (hala) – 4:56,40 (2001) 9. wynik w historii światowej lekkoatletyki

Wynik uzyskany przez Ngenego podczas zwycięskiego olimpijskiego finału w Sydney (2000) – 3:32,07 jest aktualnym rekordem olimpijskim.